# بابنيان
إيميليوس بابينيانوس (المعروف باسم بابنيان)، محامي روماني شهير، شغل منصب سيد الالتماسات (magister libellorum) ومنصب المدعي العام (advocatus fisci)، وبعد وفاة جايوس فولفيوس بلوتيانوس [الإنجليزية] عام 205 م شغل منصب القائد البرايتوري.
كان بابينيان يحظى باحترام كبير بين المحاميين في روما القديمة، لدرجة منح طلاب القانون في السنة الثالثة لقب "Papinianistae" (أي "أولئك الذين يستحقون دراسة بابينيان"). وكان يُلقب في تلك الأوقات بـ "ملجأ الحقوق وأمين القوانين". أصبح بابنيان أحد الفقهاء الخمسة (إلى جانب جايوس [الإنجليزية] وبولوس و موديستينوس [الإنجليزية] وأولبيان) الذين اعتبرت آرائهم المسجلة حاسمة بموجب قانون الاستشهادات لعام 426 م، واعتبرت وجهات نظرهم لاحقًا هي الآراء الوحيدة المناسبة التي يمكن الاستشهاد بها كمصادر أولية لمخطوطة ثيودوسيانوس وقانون جستنيان، بشرط أن تعطى آراء بابينيان الأولوية عندما لا تكون آراء الفقهاء الأربعة الآخرين متطابقة. كتب الفقيه الفرنسي جاك كوجاس [الإنجليزية] لاحقًا أنه "لم يكن هناك مثل هذا المحامي العظيم من قبل، ولن يكون هناك مثل هذا المحامي العظيم من بعده".

## حياته
لا يُعرف سوى القليل عن بابينيان. كان من أصل سوري ومن مواليد مدينة إميسا (حمص حاليا)، إذ يقال إنه كان أحد أقرباء جوليا دومنا (زوجة سيبتيموس سيفيروس الثانية) التي كانت أحد أفراد سلالة إيميسين.
ذكر أحد المصادر أن بابينيان كان من أتباع منهج الاحتيال الشرعي الذي أوجده كوينتوس سيرفيديوس سكيفولا [الإنجليزية]، ويذكره مصدر آخر أنه كان تلميذه. يدعي نص متزامن (ولكن مشكوك فيه) في كتاب تاريخ أوغسطان أنه درس القانون مع سيبتيموس سيفيروس تحت إشراف سكيفولا.
كان بابينيان صديقًا حميمًا للإمبراطور سيفيروس ورافقه إلى بريطانيا خلال عام 207 م، حيث خدم في "منتدى مدينة يورك" ردًا على انتفاضة سكان المرتفعات الاسكتلندية. تم تعيينه في وقت ما من قبل سيفيروس كمدعي عام (advocatus fisci)، وكسيد الالتماسات (الطلبات)، كما شغل منصب أمين صندوق وقائد حرس الإمبراطور. وقبل وفاة الإمبراطور، قام بتكليف ولديه كاراكلا وجيتا بالمحاماة.

## وفاته
جاءت وفاته بعد صراع بين كاراكلا وغيتا أولاد الإمبراطور سبتيموس وجوليا دومنا والذي انتهى بمقتل غيتا على يد أخيه كاراكلا. جاء كاراكلا إلى المشرّع «بابنيان» طالباً منه صوغ رسالة يتلمّس فيها الأعذار لفعلته التي ارتكبها ويجد فيها مخرجاً لما قام به أمام مجلس الشيوخ، الأمر الّذي رفضه «بابنيان» !
في تلك الأزمنة وقف «بابنيان» رافضاً طلب الإمبراطور كاراكلا قائلاً جملته الشهيرة الّتي ترن في أروقة المحاكم حتى يومنا هذا: «إن ارتكاب جريمة قتل أهون من تسويغ هذا القتل»، فما كان من كاراكلا إلّا أن أمر بقتل «بابنيان» بالبلطة فانتهره لاستعمال البلطة بدلاً من السيف، فكان له ذلك، لتنتهي حياته دفاعاً عن العدالة التي لم يكتفِ بسنّ القوانين اللازمة لها بل آمن فيها وعمل بِها حتى آخر أيام حياته.
يقول المؤرّخ جيبّون في مقتله: «لقد كان إعدام بابنيان محزناً بوصفه كارثة عامة».
وُضع للمشرّع بابنيان تمثال في العاصمة الإيطالية روما، أمام دار العدل، وهو أيضاً موضوع جدارية معنونة باسمه موجودة اليوم أمام مبنى الكونغرس الأمريكي تكريماً لدوره القانوني الكبير وقد كُتب عليها: «مؤلف لأكثر من ستّة وخمسين مؤلفاً في الحقوق كانت أساس التشريعات الحقوقية العالمية».

## أعماله
أعطى بابينيان للعالم القوانين التشريعية الّتي يعُمل بها حتّى اليوم. وألف أكثر من ستّة وخمسين مؤلفاً في الحقوق كانت أساس التشريعات الحقوقية العالمية».
كان بابينيان ضمن «الفقهاء الخمسة» اللّذين صاغت تشاريعهم 80% بالمائة من مدونات جوستنيان في القانون والّتي تتألف من خمسين كتاباً، مؤلف من 2462 فقرة قانونية تُعد المصدر الرئيسي الّذي استمدت منه الدّول الأوروبّية الحديثة قوانينها كفرنسا وإسبانيا وألمانيا وإيطاليا.
الجدير بالذكر أنَّ بابنيان وغيره من المشرّعين في ذلك الزمان صاغوا قوانينهم ومؤلّفاتهم القانونيّة باللغة اللاتينية، الأمر الذي جعلهم يصنّفون تاريخياً تحت اسم: الفُقهاء الرومانيين، الاسم انسحب كذلك على القوانين التي وضعوها، ليطلق اسم«التشريع الروماني» على مجموعة القوانين الّتي ساهم أولئك المشرعون بنسبة كبيرة في محتواها.
ألف بابنيان "19" مؤلف في المناقشات القانونية و"37" مؤلفاً في المسائل القانونية. أما كُتبه فله عدّة كتب أشهرها «الأسئلة» و«الأجوبة» وقد كان الكتاب الأخير مقرّراً دراسياً في مدارس الحقوق الرّومانية ومن كتبه الذائعة الصيت أيضاً كتاب «الفتاوى». أدخل بابنيان وحده ما لا يقل عن 596 فقرة من كتاباته في «موجز جستنيان القانوني» وذُكر اسمه فيه 153 مرة.